# Craters of the Sac
Craters of the Sac är ett samlingsalbum av det amerikanska rockbandet Ween, släppt 1999. Albumet släpptes endast som en MP3 fil på internet. Låtarna "Big Fat Fuck", "How High Can You Fly" och "Monique the Freak" var senare släppta på albumet Shinola, Vol. 1 från 2005, fast i annorlunda versioner. "Big Fat Fuck" blev en minut längre, och hälften av längden på "How High Can You Fly" och "Monique the Freak" togs bort.
Sputnikmusic gav albumet 3 av 5 i betyg, och tyckte att den var endast för stora Ween fans.

## Låtlista
Alla låtar skrevs av Ween.
1. "All That's Gold Will Turn to Black" - 1:48
2. "The Pawns of War" - 1:33
3. "Big Fat Fuck" - 7:07
4. "Put the Coke on My Dick" - 3:01
5. "Makin' Love in the Gravy" - 3:15
6. "How High Can You Fly?" - 1:45
7. "The Stallion (Pt. 5)" - 3:27
8. "Suckin' Blood from the Devil's Dick" - 1:44
9. "Monique the Freak" - 10:17